# 1862 en droit
Cet article présente les faits marquants de l'année 1862 en droit.

## Événements
- États-Unis : 
  - 20 mai : Homestead Act (« Loi de propriété fermière »), loi permettant à chaque famille pouvant justifier qu'elle occupe un terrain depuis 5 ans d'en revendiquer la propriété privée, et ce dans la limite de 65 hectares ; cette loi a joué un rôle éminent dans la conquête de l'Ouest américain.

## Publications
- Ernest Désiré Glasson, Du Droit d'accroissement entre cohéritiers et entre colégataires, en droit romain. Droit de rétention, sous l'empire du Code Napoléon.
- James Fitzjames Stephen, Essays by a Barrister, Londres, Elder and Co.

## Naissances
- 22 avril : Jeanne Chauvin, première femme avocate française (décédée en 1926)
- 24 décembre : Maurice Deslandres, juriste français, professeur à la Faculté de droit de Dijon (décédé en 1941)

## Décès
- 25 mars : Théodore Jonet, juriste, magistrat, professeur de droit public à l'Université libre de Bruxelles et homme politique belge (°8 février 1816).
- Date précise inconnue : 
  - septembre : Mathieu Richard Auguste Henrion, juriste et historien du droit français (°19 juin 1805).